# 瑪俐歐金田
瑪俐歐金田（日语：まりお 金田，1976年—）是一位日本女性漫畫家。曾用笔名伊原金蔵。
其代表作《女孩萬歲》（GIRLSブラボー 
），由富士電視台與WOWOW改編為同名動畫。

## 作品列表

### 漫畫作品
單著
- 女孩萬歲、全10冊、原名
- 愛的省錢大作戰、全3冊、原名
- 狂野棒球少女、全3冊、原名
- 聖杯女學園、全4冊、原名
- 住所未定、全3冊、原名
- 超偶3人組、全5冊、原名
- 香蕉能當姊姊嗎？、全2冊、原名

共著
- YU-NO 在這世界盡頭詠唱愛的少女、全1冊、同名十八禁遊戲漫畫化作品、原名
- 劍芒羅曼史Ⅱ、全1冊、同名十八禁遊戲漫畫化作品、原名
- ラビアンエクスタス、井上敏樹原作、全2冊、原名

### 遊戲人物設定
- ENTERGRAM《新神奇傳說3》（Farland Symphony）

## 外部連結
- （日語）NIKKA HP （页面存档备份，存于）公式網站